# Die elementaren Formen des religiösen Lebens
Die elementaren Formen des religiösen Lebens. Das totemistische System in Australien (Les formes élémentaires de la vie religieuse. Le système totémique en Australie) ist ein 1912 erschienenes Buch von Émile Durkheim.
Es befasst sich mit der Frage nach dem Wesen der Religion. Mit diesem Werk bildet Durkheim die Grundlage für eine funktionalistische Betrachtung der Religion, indem er als ihr wesentliches Kernelement ihre Funktion zur Stiftung gesellschaftlichen Zusammenhalts und gesellschaftlicher Identität ausmacht. In Anschluss an Durkheim wird von einzelnen Vertretern der Religionssoziologie all das als Religion interpretiert, was in verschiedenen Gesellschaften eben derartige Funktionen erfüllt. Demgegenüber steht ein substantialer Religionsbegriff, der Religion an bestimmten inhaltlichen Merkmalen (Vorstellungen von Transzendenz, Ausbildung von Priesterrollen etc.) festmacht.

## Entstehungsgeschichte, Einflüsse
Mit dem Themenkomplex ‚Religion’ beschäftigte sich Durkheim nicht erst im Rahmen dieses Buches, sondern bereits viele Jahre zuvor. Bei der Entwicklung seiner soziologischen Theorie im Allgemeinen und religionssoziologischer Ansichten im Speziellen haben im Wesentlichen drei Gelehrte einen großen Einfluss ausgeübt:
- Zum einen der bretonische Althistoriker Numa Denis Fustel de Coulanges, der in seinem Hauptwerk La cité antique (1884) den Ahnenkult als wesentliches Bindeglied der sich um die Familie im weiteren Sinn gruppierenden antiken Gesellschaft hervorhebt.
- Zweitens ist der deutsche Völkerpsychologe Wilhelm Wundt zu nennen, den Durkheim auf seiner Studienreise nach Deutschland in Leipzig kennengelernt hatte und dessen neuen Ansatz in der Moralforschung er der frankophonen Welt in einem eigenen wissenschaftlichen Artikel präsentierte (La Science Positive de la Morale en Allemagne 1887). Nach Wundts Ansicht ist die Moral für die Integration des Einzelnen in einen größeren sozialen Zusammenhang verantwortlich.
- Für Durkheims Auseinandersetzung mit Religion muss allerdings das Jahr 1895 als entscheidender Wendepunkt in seinem Leben angeführt werden, wo er auf den dritten bedeutenden Gelehrten stieß, William Robertson Smith. Durkheim selbst beschreibt die Situation folgendermaßen: „Es war 1887, daß ich Wundt gelesen habe: aber es war erst 1895, daß ich ein klares Bewußtsein hatte von der zentralen Rolle von Religion im sozialen Leben. Es war in jenem Jahr, daß ich zum ersten Mal das Mittel gefunden habe, das Studium der Religion soziologisch in Angriff zu nehmen. Das war für mich eine Offenbarung. […] 1895 markiert eine Demarkationslinie in der Entwicklung meines Denkens. […] Grund dafür waren ausschließlich religionshistorische Studien, die ich gerade vorgenommen hatte und besonders die Lektüre der Arbeiten von Robertson Smith und seiner Schule“[1] Von Robertson Smith, der in seinem Buch Lectures on the Religion of the Semites (1898) den Versuch einer Rekonstruktion der Religion dieser Völkerfamilie anstellte, übernahm Durkheim vor allem die Erkenntnis des Unterschieds zwischen einer öffentlichen und einer privaten Religion und die totemistische Opfertheorie, was den Bereich des Totemismus im Besonderen anbelangt, die folgenden vier Hauptgedanken:[2]

1. Die primitive Religion ist ein Clankult.
2. Dieser Clankult ist totemistisch.
3. Der Gott des Clans ist der spiritualisierte Clan selbst.
4. Der Totemismus stellt die elementarste und ursprünglichste bekannte Religionsform dar.

Durkheims Ansatz stellt eine direkte Fortsetzung und Weiterentwicklung der Ansichten von Fustel de Coulanges und Robertson Smith dar; beide vertraten bereits eine strukturelle Theorie der Entstehung der Religion aus der elementaren Gesellschaft. Durkheim wollte darüber hinaus noch den Prozess der Entstehung darlegen.
Schon im ersten Band der L’Année Sociologique, erschienen im Jahr 1898, richtete Durkheim einen gesonderten Abschnitt für den Bereich ‚Religionssoziologie’ ein und veröffentlichte in den ersten beiden Bänden dieser Zeitschrift eine Reihe von Artikeln zu diesem Thema (darunter im zweiten Band 1899 unter dem Titel De la définition des phénomènes religieux einen ersten Ansatz einer Definition von Religion, präziser gesagt von religiösen Tatsachen (faits réligieux), eines Begriffs, der analog zu den faits socieux gebildet ist; des Weiteren sei auf zwei kleinere Arbeiten über den Totemismus verwiesen (La prohibition de l’inceste 1898 und Sur le totémisme 1902), die als Vorstudien zu seinem religionssoziologischen Hauptwerk angesehen werden können). Bis zur letzten Ausgabe der Zeitschrift (1913) blieb der Abschnitt über Religion der umfangreichste und wichtigste.
Das große Interesse an der Religion ist auf den ersten Blick verblüffend, wenn man bedenkt, dass es sich bei Durkheim um einen Vertreter des Laizismus handelt;  in diesem Punkt ist er mit Max Weber zu vergleichen. Durkheim wollte nachweisen, dass Religion jeglicher Transzendenz entbehrt und vielmehr auf einer rationalen Basis begründet ist, die die Sozialstruktur einer Gesellschaft darstellt; aus diesem Grund entwickelt sich die Religion auch aus der Gesellschaft. Mit diesem Ansatz wird Durkheim auch zu einem Pionier der Wissenssoziologie, da die Religion hier als Ursprung und Stütze der gesellschaftlichen Wissensstrukturen gesehen wird. Somit ist es wenig verwunderlich, dass Durkheims Theorie auch einer der wesentlichen Einflussfaktoren für die wissenssoziologischen Überlegungen von Peter L. Berger und Thomas Luckmann wurde, welche in ihrem Buch Die gesellschaftliche Konstruktion der Wirklichkeit ausführlich dargelegt werden.

## Inhalt
(Eine detaillierte Darlegung des Inhalts erfolgt nur bei den wissenschaftsgeschichtlich relevanten methodisch-theoretischen Passagen  des ersten Buches; alle Zitate aus Die elementaren Formen des religiösen Lebens in diesem Abschnitt beziehen sich auf die 1. Auflage des Buches und werden nur mit Angabe der Seitenzahl ausgewiesen.)
- Einleitung: Objekt der Untersuchung (S. 17–42)
- Erstes Buch: Einleitende Fragen (S. 43–140)
- Zweites Buch: Die elementaren Glaubensvorstellungen (S. 141–401)
- Drittes Buch: Die wichtigsten Ritualhaltungen (S. 403–555)
- Zusammenfassung (S. 555–597)

Nach De la division du travail social (1893) und Le suicide (1897) bildet Les formes élémentaires de la vie religieuse (1912) das dritte große Buch, das Durkheim verfasste.  Es ist mit Sicherheit das bedeutendste und einflussreichste.
Das umfangreiche, knapp 600 Seiten umfassende Werk ist in drei Bücher unterteilt. In der vorausgehenden Einleitung wird zunächst das „Objekt der Untersuchung“ umrissen. Durkheim formuliert zwei Ziele seines Buches: Der Hauptzweck liegt in der Analyse der elementaren Formen des religiösen Lebens mittels Studium der „primitivsten und einfachsten“ Religion (die heute als ethnische Religionen bezeichnet werden). Das zweite Ziel besteht in der Darstellung der Entstehung von Grundbegriffen des Denkens und der Kategorien, warum sie religiösen und somit auch sozialen Ursprungs sind und wie sich daraus schließlich eine Erkenntnistheorie ableiten lässt.
Im ersten Buch, betitelt mit ‚Einleitende Fragen’, legt Durkheim zunächst notwendige, theoretische Grundlagen dar und erörtert sie. Das erste Kapitel bietet eine Definition des religiösen Phänomens und der Religion (allgemein), denn dies sei notwendig „um die primitivste und einfachste Religion herauszufinden“ (S. 45). Die Argumentation erfolgt in mehreren Etappen: Zunächst werden zwei herkömmliche Ansätze präsentiert (I. Die Religion definiert als das Übernatürliche und Mysteriöse; II. Die Religion definiert hinsichtlich einer Gottesidee), im Anschluss aber sogleich widerlegt (ad I. Der Begriff des Übernatürlichen ist erst jüngeren Ursprungs und hat „nichts Primitives an sich“ (S. 49); ad II. Es gibt auch Religionen ohne Götter). Danach macht sich Durkheim im folgenden Abschnitt (III) auf die Suche nach einer positiven Definition. Es scheint ihm zielführender, Religion nicht in ihrer Gesamtheit als System, sondern zunächst die Elementarphänomene zu definieren: Religiöse Phänomene lassen sich in zwei Kategorien aufteilen: Glaubensüberzeugungen und Riten, wobei erstere Meinungen, letztere Handlungsweisen darstellen. Da sich Riten auf bestimmte Ziele beziehen, die in den Glaubensüberzeugungen gefunden werden, ist es notwendig, den Glauben vor dem Ritus zu bestimmen. Vorausgesetzt wird eine Aufteilung der Welt in zwei Bereiche: profan und heilig. Durkheim definiert die eingeführten Begriffe zusammenfassend wie folgt (S. 67):
- Heilige Dinge: „was die Verbote schützen und isolieren“
- Profane Dinge: „worauf sich diese Verbote beziehen und die von den heiligen Dingen Abstand halten müssen“
- Religiöse Überzeugungen: „Vorstellungen, die die Natur der heiligen Dinge und die Beziehungen ausdrücken, die sie untereinander oder mit profanen Dingen halten“
- Riten: „Verhaltensregeln, die dem Menschen vorschreiben, wie er sich den heiligen Dingen gegenüber zu benehmen hat“

Als vorläufige Definition für Religion ergibt sich aus den dargelegten Gedankengängen somit „die Summe der Überzeugungen und der entsprechenden Riten“. Dieser Vorschlag beinhaltet jedoch das Problem, dass es sich in gleicher Weise auch auf die Magie anwenden lässt. Die Lösung des Problems ergibt sich durch Einbeziehung des Begriffs der Kirche („Eine Gesellschaft, deren Mitglieder vereint sind, weil sie sich die heilige Welt und ihre Beziehungen mit der profanen Welt auf die gleiche Weise vorstellen und diese Vorstellungen in gleiche Praktiken übersetzten“ (S. 71)), denn während nämlich jede Religion eine Kirche besitzt, gibt es in der Magie zwischen den Individuen und dem Magier keine dauerhaften Beziehungen.
Durkheim kommt somit am Ende zu folgender Definition:
„Eine Religion ist ein solidarisches System von Überzeugungen und Praktiken, die sich auf heilige, d. h. abgesonderte und verbotene Dinge, Überzeugungen und Praktiken beziehen, die in einer und derselben moralischen Gemeinschaft, die man Kirche nennt, alle vereinen, die ihr angehören.“ (S. 75)
Mit Hilfe dieser Definition macht sich Durkheim nun an die Untersuchung der elementaren Religion und prüft zunächst in den folgenden beiden Kapiteln (2 und 3), ob die beiden damals wichtigsten Konzeptionen der Elementarreligion, der Animismus und der Naturismus (Naturmythologie), den aufgestellten Kriterien standhalten.
Der Animismus, zu dessen Hauptvertreter Edward B. Tylor und Herbert Spencer  zählen, ist ein Geisterglaube, der von einer beseelten Natur ausgeht; der Naturismus (Naturmythologie), von Friedrich Max Müller begründet, postuliert eine Verehrung verklärter Naturkräfte durch den Menschen. Beide Thesen untersucht Durkheim detailliert, um sie schließlich zu widerlegen, weil sie seiner Meinung nach den Gegenstand auflösen. Religionen hingegen können keine Illusionen sein, denn dann wäre die Religionswissenschaft auch keine Wissenschaft, weil sich diese Disziplin dadurch auszeichnet, dass sie sich auf eine gegebene Wirklichkeit bezieht.
Für Durkheim stellt alleine die Gesellschaft eine durch sich selbst geheiligte Wirklichkeit dar und deshalb ist der Totemismus für ihn die einfachste Religion schlechthin. Im abschließenden 4. Kapitel des ersten Buches gibt er einen knappen historischen Überblick über die Geschichte dieses Systems und führt methodische Überlegungen zur (regionalen) Auswahl jener Gruppe an, die beispielgebend für ein allen Gesellschaften gemeinsames Phänomen ist und im Hauptteil im Zentrum der Betrachtungen steht. Durkheim geht es nicht darum, eine Vielzahl von religiösen Erscheinungsformen zu untersuchen, sondern er möchte das Religiöse anhand der Beschreibung eines Einzelfalls darstellen, der als Prototyp fungiert.
Der Ansatz, dass der Totemismus die elementarste Religionsform darstellt, impliziert, dass sich alle anderen Formen daraus entwickelt haben. Alle bisherigen Arbeiten zum Totemismus beschäftigten sich intensiv mit Totemismus in nordamerikanischen Gesellschaften, doch stellen diese nach Meinung Durkheims nicht das ideale Forschungsfeld dar, denn sie haben „die rein totemistische Phase bereits überschritten“ (S. 131). Totemismus findet sich allerdings auch in Australien. Neue Entdeckungen von Walter Baldwin Spencer und Francis James Gillen  (The Native Tribes of Central Australia 1899; The Northern Tribes of Central Australia 1904) und deren umfangreiche Publikationen (ergänzt durch die teilweise abweichenden Standpunkte des Missionars Carl Strehlow sowie des Anthropologen Moritz von Leonhardi) ermöglichen nun erstmals einen umfassenden Einblick in das Funktionieren einer totemistischen Religion und deshalb wird diese Region Durkheims Hauptbeobachtungsfeld. Trotz der Fokussierung auf diesen Kontinent sollte jedoch die Lage in Nordamerika nicht völlig aus den Augen verloren werden. Ein derart angestellter Vergleich sei seiner Meinung nach durchaus legitim, weil sich in beiden Gebieten die zentralen Elemente der Sozialstruktur, nämlich die Clanorganisation, gleichen.
Nach diesem einleitenden Abschnitt, der etwa ein Viertel des Werks ausmacht, folgt nun eine umfangreiche Darstellung der Religion des (australischen) Totemismus, angelegt in zwei Teilen, deren erster die elementaren Glaubensvorstellungen (2. Buch) darstellt. Am Beginn dabei steht die Definition und Beschreibung der Begriffe Clan und Totem (Kapitel 1 bis 4), dann folgt eine Auseinandersetzung mit Theorien, die den Totemismus aus einer noch früheren Religionsform ableiten, gefolgt von deren Widerlegung (Kapitel 5). Im Anschluss daran wird das Totemprinzip (Mana) dargelegt (Kapitel 6 und 7), worauf mit der Analyse der Seelenvorstellung (Kapitel 8) ein Höhepunkt des Werks anschließt. Das 9. Kapitel schließlich ist dem ‚Geister und Gottesbegriff’ gewidmet.
Das Totem (in der Regel symbolisiert durch ein Tier oder eine Pflanze) repräsentiert die Versammlung. Durch die Verehrung, die ihm zuteilwird, verwandelt er die einzelnen Individuen zu einer moralischen Gemeinschaft und schweißt sie zusammen. Unter dem Totemprinzip versteht Durkheim die Vorstellung einer unpersönlichen Macht (bezeichnet mit dem aus dem Melanesischen übernommenen Begriff Mana), die in einem jeden Individuum als Seele präsent ist, es mit dem Sakralen verbindet und somit den Anfang religiösen Denkens ausmacht.
Der Totemismus erfüllt somit die zwei wichtigen, von Durkheim geforderten Funktionen von Religion: die Verkörperung der Gesellschaft (die Totems sind ein Symbol des Clans, sie sind der Gott des Clans und das Totemprinzip kann somit nichts anderes sein als der Clan selbst, S. 284) und die Entstehung von Erkenntniskategorien („Weil die Menschen in Gruppen eingeteilt waren, konnten sie die Dinge gruppieren“, S. 202).
Nach den Glaubensvorstellungen folgt als zweiter Teil der Studie im dritten Buch eine Darstellung der rituellen Praktiken.  Er unterscheidet die negativen (Kapitel 1 und 2), die positiven (Kapitel 3 und 4) und Sühneriten (Kapitel 5). Zu den negativen Riten zählen vor allem Verbote; positive Riten sind Gemeinschaftsriten.
Der Zweck aller Riten liegt in der Aufrechterhaltung der Gemeinschaft, der Stärkung des Gefühls der Zusammengehörigkeit der Gruppe und zur Bewahrung des Glaubens.
Durkheims Beweisführung ist damit zu Ende; die umfangreichen Beschreibungen haben gezeigt, dass sich trotz der Einfachheit des Systems (dies entspricht allerdings nicht der Realität; Durkheim ist in diesem Punkt einem Irrtum aufgesessen; vgl. dazu den folgenden Abschnitt (2.3.3 Kritik)) „alle großen Ideen und alle hauptsächlichen Ritualhaltungen […]: die Einteilung der Dinge in heilige und profane; den Begriff der Seele, des Geistes, der mythischen Persönlichkeiten, der nationalen und sogar der übernationalen Gottheit“ (S. 556) etc. wiederfinden. Durkheim geht nun einen Schritt weiter und behauptet, dass die erzielten Ergebnisse nicht nur auf den Totemismus allein beschränkt sind, sondern für die Religion im Allgemeinen vorausgesetzt werden können. Einem möglichen Kritikpunkt, nämlich der Beschränkung auf eine  einzige Religion begegnet er mit dem Argument, „dass ein Beweis allgemeingültig ist, wenn ein Gesetz durch ein richtig durchgeführtes Experiment bewiesen worden ist“ (S. 556).

## Kritik
Schon zu Lebzeiten befand sich Durkheim im Kreuzfeuer der Kritik, in der Mitte zwischen zwei Polen. Auf der einen Seite stand die Gruppe der ‚Gläubigen’ (sowohl Katholiken als auch Protestanten), die ihn beschuldigten, Religion bloß auf eine soziale Komponente zu beschränken und die Existenz (eines) Gottes zu leugnen. Bei aller Konzentration auf das Soziale würden individuelle und spirituelle Bereiche völlig außer Acht gelassen werden. Beispielhaft sei hier nur auf die Kritik von Gaston Richard (L’Athéisme dogmatique en sociologie religieuse 1923) Durkheims ehemaligen Mitarbeiter, verwiesen, der aufgrund zunehmender Auseinandersetzungen die Gruppe rund um die L’Année Sociologique verließ. Auf der anderen Seite befanden sich extreme Rationalisten, die davon überzeugt waren, dass Religion überhaupt eine Illusion, eine Ideologie im marxistischen Sinn oder bestenfalls in der Gesellschaft nur eine sekundäre Rolle spielt, wie etwa Gustave Belot, der der Ansicht war, dass Religion sich aus der Ethik entwickelt habe.
Eine Reihe von namhaften Gelehrten hat sich in der Folgezeit mit Durkheims Werk Die elementaren Formen des religiösen Lebens auseinandergesetzt und kritisch dazu Stellung genommen: Darunter zählen etwa Alexander Aleksandrovich Goldenweiser (Early Civilisation 1922), Wilhelm Schmidt (Der Ursprung der Gottesidee 1930), Alfred Kroeber, Edward E. Evans-Pritchard (Theories of Primitive Religion 1965) oder etwas später der deutsche Religionsethnologe Josef Franz Thiel (Religionsethnologie 1984).
Schmidt (1930: 579ff.) fragt sich, warum Durkheim sich gerade zu der Zeit so sehr auf die religiöse Natur des Totemismus versteife, als die meisten Forscher bereits seine angebliche Verbindung mit Religion zurückweisen. Des Weiteren kritisiert Schmidt Durkheims Fokussierung auf den australischen Totemismus, während doch seine globale Verbreitung und Vielfältigkeit schon hinlänglich bekannt waren. Außerdem seien gerade die Aranda in Zentralaustralien keinesfalls die von Durkheim postulierte ‚Urform’, sondern würden die jüngste Bevölkerungsschicht darstellen, wie Schmidt selbst durch eingehende Analyse der Sprachen festgestellt hat (vgl. Die Gliederung der australischen Sprachen und ihre Beziehungen zu der soziologischen Gliederung der australischen Stämme 1919). Bei der ältesten Schicht allerdings, zu der etwa die Kurnai im Südosten des Kontinents zählen, würde man gar keinen Totemismus vorfinden.
Evans-Pritchard (1981: 105ff.) macht in seiner Kritik vor allem auf Mängel und Ungereimtheiten im ethnographischen Beweismaterial aufmerksam:
- die starre Dichotomie von Heiligem und Privatem sei nicht aufrecht zu halten; vielmehr seien beide Sphären miteinander verbunden und könnten nicht getrennt werden
- die für die Untersuchung relevanten Gruppen könnten keine Clans, sondern müssten bands oder tribes sein (Evans-Pritchard verweist an diesem Punkt auf das herrschende Chaos bei der Terminologie für politische Gruppierungen australischer ethnischer Gruppen)
- der australische Totemismus stelle eine untypische, spezialisierte Form dar und man könne deshalb nicht auf einen Totemismus im Allgemeinen schließen; die getroffene Auswahl sei zu selektiv; Durkheims Erklärung von unterschiedlich entwickelten Formen des Totemismus halte nicht stand; die Annahme, der australische Totemismus stelle eine Urform dar, sei willkürlich
- Durkheims Annahme, dass der Totemismus im Wesentlichen eine Religion der Clans sei, sei nicht haltbar, denn es gibt Völker, die Clans, aber keine Totems und andere, die Totems, aber keine Clans haben.
Thiel (1984: 39) äußert sich im Wesentlichen zu drei Kernthesen in Durkheims Theorie:
Erstens werde die Gesellschaft, genauer gesagt der Verwandtschaftsbund über alles gestellt auf Kosten des Individuums, das völlig vernachlässigt wird und dem beispielsweise außerhalb des Sippenverbandes keine persönliche religiöse Erfahrung zugestanden wird, obwohl Durkheim doch als Paradebeispiel eines Schreibtischgelehrten gilt, niemals Feldforschungen vor Ort betrieben hat und über keinerlei persönliche Erfahrungen verfügen konnte, was sich tatsächlich im Leben der einzelnen ethnischen Gruppen abspielt.
Zweitens entbehren zahlreiche Erklärungen Durkheims, etwa für den Ursprung des Religiösen, eines Beweises und verbleiben bloße Behauptungen.
Drittens ist Durkheims Theorie zu sehr von der Existenz des Totemismus abhängig gemacht. Bereits Sigmund Freud weist in seiner Kritik darauf hin, dass es zwar durchaus viele Völker auf der Welt gibt, die keinen Totemismus besitzen oder besessen haben, dennoch aber über Religion und Vorstellungen einer absoluten Macht verfügen. Auf der anderen Seite existieren wiederum zahlreiche andere Völker, wo Totemismus eine reine soziale Rolle spielt und mit Religion nichts zu tun hat.

## Rezeption, Nachwirkung
Trotz aller Kritik, die in den meisten Fällen durchaus berechtigt ist, wirken Durkheims Vorstellungen in ganz Europa bis in die USA und unterschiedlichsten methodischen Richtungen weiter. Zwei Richtungen lassen sich unterscheiden: eine im frankophonen Bereich (im weitesten Sinn strukturalistisch), die über Marcel Mauss und Arnold van Gennep zu Claude Lévi-Strauss und Louis Dumont bis hin zu Maurice Godelier führt; die zweite im anglophonen Bereich (funktionalistisch, strukturfunktionalistisch, symbolistisch) über Bronisław Malinowski, Alfred Radcliffe-Brown und Talcott Parsons über Edward E. Evans-Pritchard bis hin zur Manchester School (Victor Turner).

## Ausgaben
- Émile Durkheim: Les formes élémentaires de la vie religieuse. Le système totémique en Australie. PUF, Paris 2008, ISBN 978-2-1-3056751-6.
- Émile Durkheim: Die elementaren Formen des religiösen Lebens („Les formes élémentaires de la vie religieuse“). Neuaufl. Verlag der Weltreligionen, Frankfurt/M. 2007, ISBN 978-3-458-72002-7.